# Slovenský pohár (volleyboll, damer)
Slovenský pohár är en årlig cuptävling för damvolleybollag i Slovakien. Tävlingen arrangeras av Slovenská volejbalová federácia sedan 1992, med undantag för perioden 1996 till 2002 då tävlingen inte genomfördes.

## Resultat per år
| Upplaga                 | Upplaga               | Podium                  | Podium                                    | Podium                  |              |
| Säsong                  | Spelplats för finalen | Mästare                 | Matchresultat                             | Finalist                |              |
| ----------------------- | --------------------- | ----------------------- | ----------------------------------------- | ----------------------- | ------------ |
| 1992-93 mer information | -                     | VK Slávia EU Bratislava | -                                         | -                       |              |
| 1993-94 mer information | -                     | VK Slávia EU Bratislava | -                                         | SPASA Žilina            |              |
| 1994-95 mer information | -                     | VK Slávia EU Bratislava | -                                         | SPASA Žilina            |              |
| 1995-96 mer information | -                     | VK Slávia EU Bratislava | -                                         | SPASA Žilina            |              |
| 1996-02                 | -                     | Ej genomförd            | Ej genomförd                              | Ej genomförd            | Ej genomförd |
| 2002-03 mer information | -                     | VK Slávia EU Bratislava | -                                         | ZSNP Žiar nad Hronom    |              |
| 2003-04 mer information | -                     | VK Slávia EU Bratislava | -                                         | VC OMS SH Senica        |              |
| 2004-05 mer information | -                     | VK Slávia EU Bratislava | -                                         | VK Doprastav Bratislava |              |
| 2005-06 mer information | Hnúšťa                | VK Slávia EU Bratislava | 3 - 0 (25-18, 25-22, 25-19)               | VTC Pezinok             |              |
| 2006-07 mer information | Levice                | VC OMS SH Senica        | 3 - 1 (23-25, 25-18, 25-18, 25-18)        | VK Slávia EU Bratislava |              |
| 2007-08 mer information | Humenné               | VK Doprastav Bratislava | 3 - 0 (26-24, 25-21, 25-19)               | VK Slávia EU Bratislava |              |
| 2008-09 mer information | Spišská Nová Ves      | VK Doprastav Bratislava | 3 - 1 (19-25, 25-21, 25-9, 25-18)         | VK Slávia EU Bratislava |              |
| 2009-10 mer information | Spišská Nová Ves      | VK Slávia EU Bratislava | 3 - 1 (25-19, 24-26, 25-17, 25-18)        | VK Doprastav Bratislava |              |
| 2010-11 mer information | Myjava                | VK Doprastav Bratislava | 3 - 0 (25-19, 25-20, 25-23)               | VK Slávia EU Bratislava |              |
| 2011-12 mer information | Bratislava            | VK Doprastav Bratislava | 3 - 1 (25-22, 21-25, 25-19, 25-23)        | VK Slávia EU Bratislava |              |
| 2012-13 mer information | Bratislava            | VK Slávia EU Bratislava | 3 - 1 (22-25, 25-17, 25-22, 25-16)        | VK Doprastav Bratislava |              |
| 2013-14 mer information | Humenné               | VK Doprastav Bratislava | 3 - 0 (25-21, 25-16, 29-27)               | VK Slávia EU Bratislava |              |
| 2014-15 mer information | Spišská Nová Ves      | VK Slávia EU Bratislava | 3 - 1 (21-25, 25-7, 25-21, 27-25)         | VK Spišská Nová Ves     |              |
| 2015-16 mer information | Nitra                 | VK Slávia EU Bratislava | 3 - 1 (25-21, 23-25, 25-12, 25-23)        | KV MŠK Oktan Kežmarok   |              |
| 2016-17 mer information | Stará Ľubovňa         | VK Slávia EU Bratislava | 3 - 1 (25-21, 23-25, 25-12, 25-23)        | UKF Nitra               |              |
| 2017-18 mer information | Prievidza             | Bratislavský VK         | 3 - 1 (25-20, 25-16, 20-25, 25-22)        | UKF Nitra               |              |
| 2018-19 mer information | Humenné               | VK Slávia EU Bratislava | 3 - 2 (25-22, 25-20, 14-25, 26-28, 15-12) | Bratislavský VK         |              |
| 2019-20 mer information | Bratislava            | VTC Pezinok Bilíková    | 3 - 2 (25-17, 23-25, 20-25, 25-21, 15-7)  | VK Slávia EU Bratislava |              |
| 2020-21 mer information | Nitra                 | VK Slávia EU Bratislava | 3 - 0 (26-24, 25-23, 25-17)               | VK Nové Mesto nad Váhom |              |
| 2021-22 mer information | Komárno               | UKF Nitra               | 3 - 0 (25-14, 25-20, 25-16)               | VK Slávia EU Bratislava |              |